# Pseudascalenia riadella
Pseudascalenia riadella is een vlinder uit de familie prachtmotten (Cosmopterigidae). De wetenschappelijke naam van deze soort is voor het eerst geldig gepubliceerd in 1968 door Kasy.
De soort komt voor in tropisch Afrika.